# Liste der Bodendenkmäler in Pförring
Auf dieser Seite sind die Bodendenkmäler in dem oberbayerischen Markt Pförring zusammengestellt. Diese Tabelle ist eine Teilliste der Liste der Bodendenkmäler in Bayern. Grundlage ist die Bayerische Denkmalliste, die auf Basis des Bayerischen Denkmalschutzgesetzes vom 1. Oktober 1973 erstmals erstellt wurde und seither durch das Bayerische Landesamt für Denkmalpflege geführt wird. Die folgenden Angaben ersetzen nicht die rechtsverbindliche Auskunft der Denkmalschutzbehörde.

## Bodendenkmäler in Pförring

### Gemarkung Ettling
| Lage                        | Objekt | Akten-Nr.     | Bild |
| --------------------------- | --- | ------------- | ---- |
| Ettling Pförring (Standort) | Mittelalterliche und frühneuzeitliche Befunde im Bereich der Burgruine Ettling.                                | D-1-7135-0182 |      |
| Ettling Pförring (Standort) | Burgstall des Mittelalters.                                                                                    | D-1-7135-0183 |      |
| Ettling Pförring (Standort) | Körpergräber mittelalterlicher Zeitstellung.                                                                   | D-1-7135-0184 |      |
| Ettling Pförring (Standort) | Siedlung vor- und frühgeschichtlicher Zeitstellung.                                                            | D-1-7135-0186 |      |
| Ettling Pförring (Standort) | Siedlung der Bronzezeit.                                                                                       | D-1-7135-0188 |      |
| Ettling Pförring (Standort) | Station des Mittelpaläolithikums, Siedlung der römischen Kaiserzeit.                                           | D-1-7135-0189 |      |
| Ettling Pförring (Standort) | Siedlung des Jungneolithikums.                                                                                 | D-1-7135-0190 |      |
| Ettling Pförring (Standort) | Straße der römischen Kaiserzeit.                                                                               | D-1-7135-0215 |      |
| Ettling Pförring (Standort) | Mittelalterliche und frühneuzeitliche Befunde im Bereich der Katholischen Filialkirche St. Andreas in Ettling. | D-1-7136-0047 |      |
| Ettling Pförring (Standort) | Siedlung vor- und frühgeschichtlicher Zeitstellung.                                                            | D-1-7136-0050 |      |
| Ettling Pförring (Standort) | Siedlung der Hallstattzeit.                                                                                    | D-1-7136-0051 |      |
| Ettling Pförring (Standort) | Siedlung vor- und frühgeschichtlicher Zeitstellung.                                                            | D-1-7136-0052 |      |
| Ettling Pförring (Standort) | Siedlung des Mittelneolithikums und der Urnenfelder- oder Hallstattzeit.                                       | D-1-7136-0245 |      |

### Gemarkung Forchheim
| Lage                          | Objekt | Akten-Nr.     | Bild |
| ----------------------------- | --- | ------------- | ---- |
| Forchheim Pförring (Standort) | Brandgräber der römischen Kaiserzeit.                                                                               | D-1-7136-0022 |      |
| Forchheim Pförring (Standort) | Mittelalterliche und frühneuzeitliche Befunde im Bereich der Katholischen Filialkirche St. Margaretha in Forchheim. | D-1-7136-0025 |      |
| Forchheim Pförring (Standort) | Mittelalterliche und frühneuzeitliche Befunde im Bereich der Katholischen Kapelle St. Stephan.                      | D-1-7136-0026 |      |
| Forchheim Pförring (Standort) | Straße der römischen Kaiserzeit (Donaunordstraße).                                                                  | D-1-7136-0027 |      |
| Forchheim Pförring (Standort) | Siedlung vor- und frühgeschichtlicher Zeitstellung.                                                                 | D-1-7136-0028 |      |
| Forchheim Pförring (Standort) | Siedlung der Urnenfelderzeit.                                                                                       | D-1-7136-0029 |      |
| Forchheim Pförring (Standort) | Viereckiges Grabenwerk vor- und frühgeschichtlicher Zeitstellung.                                                   | D-1-7136-0030 |      |
| Forchheim Pförring (Standort) | Viereckiges Grabenwerk der Hallstattzeit.                                                                           | D-1-7136-0031 |      |
| Forchheim Pförring (Standort) | Siedlung vor- und frühgeschichtlicher Zeitstellung.                                                                 | D-1-7136-0032 |      |
| Forchheim Pförring (Standort) | Siedlung vor- und frühgeschichtlicher Zeitstellung.                                                                 | D-1-7136-0033 |      |
| Forchheim Pförring (Standort) | Siedlung vor- und frühgeschichtlicher Zeitstellung.                                                                 | D-1-7136-0034 |      |
| Forchheim Pförring (Standort) | Viereckiges Grabenwerk vorgeschichtlicher Zeitstellung.                                                             | D-1-7136-0036 |      |
| Forchheim Pförring (Standort) | Siedlung vor- und frühgeschichtlicher Zeitstellung.                                                                 | D-1-7136-0037 |      |
| Forchheim Pförring (Standort) | Siedlung vor- und frühgeschichtlicher Zeitstellung.                                                                 | D-1-7136-0038 |      |
| Forchheim Pförring (Standort) | Siedlung vor- und frühgeschichtlicher Zeitstellung.                                                                 | D-1-7136-0039 |      |
| Forchheim Pförring (Standort) | Grabhügel vorgeschichtlicher Zeitstellung.                                                                          | D-1-7136-0040 |      |
| Forchheim Pförring (Standort) | Viereckiges Grabenwerk vor- und frühgeschichtlicher Zeitstellung.                                                   | D-1-7136-0041 |      |
| Forchheim Pförring (Standort) | Viereckiges Grabenwerk vor- und frühgeschichtlicher Zeitstellung.                                                   | D-1-7136-0044 |      |
| Forchheim Pförring (Standort) | Teilstück einer Straße der römischen Kaiserzeit (Donaunordstraße).                                                  | D-1-7136-0053 |      |
| Forchheim Pförring (Standort) | Siedlung der Vorgeschichte und des späten Mittelalters, Körpergräber des frühen Mittelalters.                       | D-1-7136-0120 |      |

### Gemarkung Gaden b.Pförring
| Lage                                 | Objekt                                              | Akten-Nr.     | Bild |
| ------------------------------------ | --------------------------------------------------- | ------------- | ---- |
| Gaden b.Pförring Pförring (Standort) | Siedlung vor- und frühgeschichtlicher Zeitstellung. | D-1-7236-0037 |      |
| Gaden b.Pförring Pförring (Standort) | Siedlung vor- und frühgeschichtlicher Zeitstellung. | D-1-7236-0039 |      |

### Gemarkung Imbath
| Lage                            | Objekt                                | Akten-Nr.     | Bild |
| ------------------------------- | ------------------------------------- | ------------- | ---- |
| Imbath Mindelstetten (Standort) | Siedlung des Mittelneolithikums.      | D-1-7135-0172 |      |
| Imbath Mindelstetten (Standort) | Viereckschanze der späten Latènezeit. | D-1-7136-0251 |      |

### Gemarkung Irnsing
| Lage                                     | Objekt | Akten-Nr.     | Bild |
| ---------------------------------------- | --- | ------------- | ---- |
| Irnsing Neustadt an der Donau (Standort) | Siedlung vorgeschichtlicher, unter anderem neolithischer und metallzeitlicher Zeitstellung, unter anderem der Bronzezeit und der römischen Kaiserzeit. Verhüttungsplatz der Latènezeit. | D-2-7136-0313 |      |

### Gemarkung Lobsing
| Lage                        | Objekt | Akten-Nr.     | Bild |
| --------------------------- | --- | ------------- | ---- |
| Lobsing Pförring (Standort) | Mittelalterliche und frühneuzeitliche Befunde im Bereich der Katholischen Pfarrkirche St. Martin in Lobsing. | D-1-7136-0106 |      |
| Lobsing Pförring (Standort) | Körpergräber der Bronzezeit.                                                                                 | D-1-7136-0107 |      |
| Lobsing Pförring (Standort) | Grabhügel vorgeschichtlicher Zeitstellung.                                                                   | D-1-7136-0108 |      |
| Lobsing Pförring (Standort) | Siedlung der Bronzezeit und der späten Latènezeit.                                                           | D-1-7136-0110 |      |
| Lobsing Pförring (Standort) | Viereckschanze der späten Latènezeit.                                                                        | D-1-7136-0111 |      |
| Lobsing Pförring (Standort) | Steinkreuz der frühen Neuzeit.                                                                               | D-1-7136-0112 |      |
| Lobsing Pförring (Standort) | Burgstall des Mittelalters.                                                                                  | D-1-7136-0113 |      |
| Lobsing Pförring (Standort) | Grabenwerk vor- und frühgeschichtlicher Zeitstellung.                                                        | D-1-7136-0114 |      |
| Lobsing Pförring (Standort) | Siedlung vor- und frühgeschichtlicher Zeitstellung.                                                          | D-1-7136-0116 |      |
| Lobsing Pförring (Standort) | Siedlung des Mittelneolithikums.                                                                             | D-1-7136-0118 |      |
| Lobsing Pförring (Standort) | Siedlung der Vorgeschichte.                                                                                  | D-1-7136-0261 |      |

### Gemarkung Pförring
| Lage                | Objekt | Akten-Nr.     | Bild |
| ------------------- | --- | ------------- | ---- |
| Pförring (Standort) | Siedlung des Mittel- bis Jungneolithikums. | D-1-7135-0191 |      |
| Pförring (Standort) | Siedlung vorgeschichtlicher Zeitstellung. | D-1-7135-0357 |      |
| Pförring (Standort) | Siedlung des Neolithikums, Grabenwerk und Siedlung der späten Hallstattzeit und der frühen Latènezeit, Tempel der römischen Kaiserzeit.                                   | D-1-7136-0019 |      |
| Pförring (Standort) | Siedlung der Urnenfelderzeit und der Hallstattzeit. | D-1-7136-0023 |      |
| Pförring (Standort) | Straßen der römischen Kaiserzeit im Lagerdorf östlich des römischen Kastells.                                                                                             | D-1-7136-0056 |      |
| Pförring (Standort) | Straße der römischen Kaiserzeit vom Kastell zur Donau. | D-1-7136-0059 |      |
| Pförring (Standort) | Mittelalterliche und frühneuzeitliche Befunde im Bereich der befestigten Marktsiedlung von Pförring.                                                                      | D-1-7136-0065 |      |
| Pförring (Standort) | Mittelalterliche und frühneuzeitliche Befunde im Bereich der Katholischen Pfarrkirche St. Leonhard in Pförring, mit Kapelle St. Sebastian und dem aufgelassenen Friedhof. | D-1-7136-0066 |      |
| Pförring (Standort) | Siedlung und Grabenwerk des Mittelneolithikums, Siedlung der Hallstattzeit, der späten Latènezeit und der römischen Kaiserzeit.                                           | D-1-7136-0076 |      |
| Pförring (Standort) | Siedlung vorgeschichtlicher Zeitstellung. | D-1-7136-0079 |      |
| Pförring (Standort) | Siedlung vor- und frühgeschichtlicher Zeitstellung. | D-1-7136-0081 |      |
| Pförring (Standort) | Siedlung vor- und frühgeschichtlicher Zeitstellung. | D-1-7136-0082 |      |
| Pförring (Standort) | Siedlung der Bronzezeit, Vicus der römischen Kaiserzeit; Brandgräber der Urnenfelderzeit.                                                                                 | D-1-7136-0083 |      |
| Pförring (Standort) | Siedlung vor- und frühgeschichtlicher Zeitstellung. | D-1-7136-0085 |      |
| Pförring (Standort) | Siedlung vor- und frühgeschichtlicher Zeitstellung. | D-1-7136-0086 |      |
| Pförring (Standort) | Burgstall des Mittelalters. | D-1-7136-0088 |      |
| Pförring (Standort) | Siedlung und Werkstatt der römischen Kaiserzeit. | D-1-7136-0094 |      |
| Pförring (Standort) | Steinmetzwerkstatt der römischen Kaiserzeit. | D-1-7136-0095 |      |
| Pförring (Standort) | Siedlung des späten Mittelalters. | D-1-7136-0102 |      |
| Pförring (Standort) | Germanische Siedlung der späten römischen Kaiserzeit. | D-1-7136-0246 |      |
| Pförring (Standort) | Siedlung des Neolithikums, der Bronzezeit und der Urnenfelderzeit, Grabenwerke vor- und frühgeschichtlicher Zeitstellung.                                                 | D-1-7136-0247 |      |
| Pförring (Standort) | Siedlung des Neolithikums und der Latènezeit, Villa rustica der römischen Kaiserzeit; Körpergräber der Glockenbecherkultur und Brandgräber der späten Bronzezeit.         | D-1-7136-0248 |      |
| Pförring (Standort) | Siedlung des Endneolithikums und der frühen Bronzezeit, Straße der römischen Kaiserzeit.                                                                                  | D-1-7136-0249 |      |
| Pförring (Standort) | Kastell und Vicus der römischen Kaiserzeit, Kirche und Körpergräber des Frühmittelalters.                                                                                 | D-1-7136-0250 |      |
| Pförring (Standort) | Siedlung und Körpergräber vor- und frühgeschichtlicher Zeitstellung. | D-1-7136-0253 |      |
| Pförring (Standort) | Siedlung vorgeschichtlicher Zeitstellung. | D-1-7136-0254 |      |
| Pförring (Standort) | Siedlung vor- und frühgeschichtlicher Zeitstellung, Gräber der römischen Kaiserzeit.                                                                                      | D-1-7136-0255 |      |
| Pförring (Standort) | Siedlung vor- und frühgeschichtlicher Zeitstellung, Gräber der Schnurkeramik, der Urnenfelderzeit und der mittleren Latènezeit.                                           | D-1-7136-0256 |      |
| Pförring (Standort) | Siedlung vermutlich vorgeschichtlicher Zeitstellung. | D-1-7136-0257 |      |
| Pförring (Standort) | Siedlung vorgeschichtlicher Zeitstellung. | D-1-7136-0259 |      |
| Pförring (Standort) | Spätmittelalterliche und frühneuzeitliche Marktbefestigung von Pförring.                                                                                                  | D-1-7136-0260 |      |
| Pförring (Standort) | Grabenwerk vor- und frühgeschichtlicher Zeitstellung. | D-1-7136-0262 |      |
| Pförring (Standort) | Siedlung vor- und frühgeschichtlicher Zeitstellung. | D-1-7236-0034 |      |
| Pförring (Standort) | Siedlung vor- und frühgeschichtlicher Zeitstellung. | D-1-7236-0035 |      |
| Pförring (Standort) | Grabhügel vor- und frühgeschichtlicher Zeitstellung. | D-1-7236-0036 |      |
| Pförring (Standort) | Siedlung der frühen und mittleren Bronzezeit. | D-1-7236-0052 |      |
| Pförring (Standort) | Siedlung vor- und frühgeschichtlicher Zeitstellung. | D-2-7236-0049 |      |
| Pförring (Standort) | Siedlung vor- und frühgeschichtlicher Zeitstellung. | D-2-7236-0050 |      |

### Gemarkung Unterdolling
| Lage                                | Objekt                                  | Akten-Nr.     | Bild |
| ----------------------------------- | --------------------------------------- | ------------- | ---- |
| Unterdolling Oberdolling (Standort) | Straße der römischen Kaiserzeit.        | D-1-7135-0214 |      |
| Unterdolling Oberdolling (Standort) | Gräber vorgeschichtlicher Zeitstellung. | D-1-7135-0385 |      |

### Gemarkung Wackerstein
| Lage                            | Objekt | Akten-Nr.     | Bild |
| ------------------------------- | --- | ------------- | ---- |
| Wackerstein Pförring (Standort) | Mittelalterliche und frühneuzeitliche Befunde im Bereich der Katholischen Filialkirche Hl. Dreifaltigkeit in Dötting. | D-1-7235-0125 |      |
| Wackerstein Pförring (Standort) | Grabenwerk vor- und frühgeschichtlicher Zeitstellung.                                                                 | D-1-7235-0127 |      |
| Wackerstein Pförring (Standort) | Siedlung vor- und frühgeschichtlicher Zeitstellung.                                                                   | D-1-7235-0128 |      |
| Wackerstein Pförring (Standort) | Siedlung der mittleren und späten Bronzezeit.                                                                         | D-1-7235-0129 |      |
| Wackerstein Pförring (Standort) | Grabenwerke vor- und frühgeschichtlicher Zeitstellung.                                                                | D-1-7235-0130 |      |
| Wackerstein Pförring (Standort) | Siedlung vorgeschichtlicher Zeitstellung.                                                                             | D-1-7235-0131 |      |
| Wackerstein Pförring (Standort) | Grabenwerk vor- und frühgeschichtlicher Zeitstellung.                                                                 | D-1-7235-0132 |      |
| Wackerstein Pförring (Standort) | Siedlung der vorgeschichtlichen Metallzeiten.                                                                         | D-1-7235-0402 |      |
| Wackerstein Pförring (Standort) | Siedlung des Neolithikums.                                                                                            | D-1-7235-0403 |      |
| Wackerstein Pförring (Standort) | Siedlung vor- und frühgeschichtlicher Zeitstellung.                                                                   | D-1-7235-0404 |      |
| Wackerstein Pförring (Standort) | Körpergräber der frühen Latènezeit.                                                                                   | D-1-7235-0411 |      |
| Wackerstein Pförring (Standort) | Mittelalterlicher Burgstall, neuzeitliches Schloss.                                                                   | D-1-7236-0030 |      |
| Wackerstein Pförring (Standort) | Körpergräber der Frühlatènezeit, Siedlung der Hallstattzeit und der Völkerwanderungszeit.                             | D-1-7236-0053 |      |
| Wackerstein Pförring (Standort) | Körpergräber der Frühlatènezeit, Siedlung der Hallstattzeit und der Völkerwanderungszeit.                             | D-1-7236-0054 |      |
| Wackerstein Pförring (Standort) | Körpergräber der Frühlatènezeit, Siedlung der Hallstattzeit und der Völkerwanderungszeit.                             | D-1-7236-0055 |      |